# Presença feminina nos parlamentos em Portugal
Em Portugal, as mulheres só obtiveram o voto e começaram a titular cargos políticos, quando não fossem monarcas, a partir do século XX. O presente artigo retrata a história das mulheres nos parlamentos de Portugal, desde que neles começaram a ter representação, ao longo dos diferentes regimes políticos e diferentes configurações daqueles órgãos legislativos.

## História

### Monarquia
Ainda durante a monarquia, são fundadas associações feministas e sufragistas que lutam por mais direitos e maior participação da mulher na sociedade: o Grupo Português dos Estudos Feministas, a Liga Republicana das Mulheres Portuguesas e a Associação de Propaganda Feminista.

### Primeira República
Em 1911, Carolina Beatriz Ângelo foi a primeira mulher a votar em Portugal, nas eleições constituintes de 28 de maio, após a Implantação da República. Ângelo era médica, mãe e viúva, pelo que reunia todos os requisitos exigidos pela ambígua lei eleitoral para a Assembleia Nacional Constituinte: ser português, ter mais de vinte e um anos, ser residente em território nacional e saber ler e escrever ou ser chefe de família. A Comissão de Recenseamento e o Ministério do Interior rejeitaram inicialmente o seu requerimento para ser incluída nos cadernos eleitorais, mas Ângelo recorreu a tribunal, onde obteve sentença favorável. Note-se que o juiz era João Baptista de Castro, pai de Ana de Castro Osório, que era a líder do movimento sufragista na época.
Todavia, Ângelo foi a única mulher a votar durante a I República. A Constituição de 1911 remeteu para lei especial as regras eleitorais, e, apesar de ter havido propostas em sentido contrário e amplo debate, o código eleitoral de 1913 veio restringir expressamente o direito de voto aos homens.

### Ditadura Militar e Estado Novo
Durante o Estado Novo, houve um total de 22 deputadas à Assembleia Nacional, foram:
- Alda da Conceição Dias Carreira de Moura Almeida
- Custódia Lopes
- Domitila Homizinda Miranda de Carvalho
- Josefina da Encarnação Pinto Marvão
- Lia Maria Mesquita Bernardes Pereira Lello
- Luzia Neves Pernão Pereira Beija
- Maria Ângela Alves de Sousa Craveiro da Gama
- Maria Baptista dos Santos Guardiola
- Maria Cândida Bragança de Oliveira Parreira
- Maria Clementina Moreira da Cruz de Almeida Azevedo e Vasconcelos
- Maria de Lourdes Cardoso de Menezes Oliveira
- Maria de Lourdes Filomena Figueiredo de Albuquerque
- Maria Ester Guerne Garcia de Lemos
- Maria Irene Leite da Costa
- Maria Leonor Correia Botelho
- Maria Luísa de Almeida Fernandes Alves de Oliveira
- Maria Luísa de Saldanha da Gama Van-Zeller
- Maria Margarida Craveiro Lopes dos Reis
- Maria Raquel Ribeiro
- Maria Teresa de Almeida Rosa Cárcomo Lobo
- Sinclética Soares Santos Torres
- Virgínia Faria Gersão

### Terceira República

#### Assembleia Constituinte de 1975
A primeira vez que as mulheres puderam votar e que foram eleitas deputadas em Portugal em eleições democráticas, com sufrágio universal, pluripartidárias e não manipuladas, foi nas eleições constituintes de 1975. No total, 27 mulheres foram deputadas à Assembleia Constituinte que se seguiu à Revolução de 25 de Abril. Vinte e uma tomaram posse no primeiro dia (8,4% do total de deputados) e outras seis assumiram o cargo depois, em substituição de outros deputados. As 21 primeiras constituintes foram:
- Amélia Cavaleiro Monteiro de Andrade de Azevedo (Porto, PPD),
- Carmelinda Maria dos Santos Pereira (Lisboa, PS),
- Etelvina Lopes de Almeida (Évora, PS),
- Fernanda Peleja Patrício (Beja, PCP),
- Georgette de Oliveira Ferreira (Lisboa, PCP),
- Hermenegilda Rosa Camolas Pacheco Pereira (Setúbal, PCP),
- Laura da Conceição Barraché Cardoso (Porto, PS),
- Maria Alda Barbosa Nogueira (Lisboa, PCP),
- Maria Augusta da Silva Simões (Viseu, PPD),
- Maria da Assunção Viegas Vitorino (Setúbal, PS),
- Maria Élia Mendes Brito Câmara (Funchal, PPD),
- Maria Emília de Melo Moreira da Silva (Porto, PS),
- Maria Fernanda Salgueiro Seita Paulo (Lisboa, PS),
- Maria Helena Carvalho dos Santos Oliveira Lopes (Guarda, PS),
- Maria Helena do Rego da Costa Salema Roseta (Lisboa, PPD),
- Maria José Paulo Sampaio (Aveiro, CDS),
- Maria Teresa do Vale de Matos Madeira Vidigal (Lisboa, PS),
- Nívea Adelaide Pereira da Cruz (Braga, PPD),
- Raquel Júdice de Oliveira Howel Franco (Beja, PS),
- Rosa Maria Antunes Pereira Rainho (Moçambique, PS),
- Sophia de Mello Breyner Andresen de Sousa Tavares (Porto, PS).

As 6 constituintes que entretanto tomaram o mandato foram:
- Beatriz Almeida Cal Brandão (Porto, PS),
- Dália Maria Félix Ferreira (Setúbal, PCP),
- Maria da Conceição Rocha dos Santos (Setúbal, PS),
- Maria do Pilar de Jesus Barata (Lisboa, PS),
- Maria Rosa Gomes Gonçalves Ferreira (Lisboa, PS),
- Maria Virgínia Portela Bento Vieira (Lisboa, PS).

#### Lei da Paridade
Em 2006, entrou em vigor a Lei da Paridade (Lei Orgânica n.º 3/2006, de 21 de agosto), exigindo que cada sexo estivesse representado em, pelo menos, 33,3% de cada lista concorrente a eleições (legislativas, europeias e autárquicas) e proibindo que em cada lista figurassem mais de duas pessoas do mesmo sexo, consecutivamente, na ordenação da lista. Se não cumprissem, as listas veriam uma redução no montante de subvenções públicas a que tinham direito. Contudo, as listas para os órgãos das freguesias com 750 eleitores ou menos e para os órgãos dos municípios com 7500 ou menos não estavam obrigadas.
A lei foi alterada alterada em 2017 (pela Lei Orgânica n.º 1/2017, de 2 de maio), de forma a que a regra passasse a abranger todas as listas a órgãos autárquicos, sem exceção.
Em 2019, a lei sofreu uma segunda alteração (pela Lei Orgânica n.º 1/2019, de 29 de março), que aumentou a representação mínima exigida para cada sexo nas listas de 33,3% para 40% e agravou a consequência do incumprimento: a lista incumpridora é rejeitada nas eleições.

## Proporção de mulheres no Parlamento
Nas eleições legislativas de 2019, foram eleitas 89 mulheres, perfazendo cerca de 38,7% do total de deputados. Nunca antes houve tantas deputadas, e a tendência tem sido de crescimento a cada eleição. A proporção das mulheres ao longo das diferentes legislaturas tem sido a seguinte:
| Legislatura             | Composição inicial      | Composição inicial      | Composição inicial      | Total da legislatura    | Total da legislatura    | Total da legislatura    |
| Legislatura             | Mulheres                | Total                   | %                       | Mulheres                | Total                   | %                       |
| Assembleia da República | Assembleia da República | Assembleia da República | Assembleia da República | Assembleia da República | Assembleia da República | Assembleia da República |
| ----------------------- | ----------------------- | ----------------------- | ----------------------- | ----------------------- | ----------------------- | ----------------------- |
| 2025-                   | 80                      | 230                     | 34,8                    |                         |                         |                         |
| 2024-2025               | 76                      | 230                     | 33                      |                         |                         |                         |
| 2022-2024               | 85                      | 230                     | 37                      |                         |                         |                         |
| 2019-2022               | 89                      | 230                     | 38,7                    |                         |                         |                         |
| 2015-2019               | 76                      | 230                     | 33,0                    |                         |                         |                         |
| 2011-2015               | 61                      | 230                     | 26,5                    |                         |                         |                         |
| 2009-2011               | 63                      | 230                     | 27,4                    |                         |                         |                         |
| 2005-2009               | 49                      | 230                     | 21,3                    |                         |                         |                         |
| 2002-2005               | 45                      | 230                     | 19,6                    |                         |                         |                         |
| 1999-2002               | 40                      | 230                     | 17,4                    |                         |                         |                         |
| 1995-1999               | 28                      | 230                     | 12,2                    |                         |                         |                         |
| 1991-1995               | 20                      | 230                     | 8,7                     |                         |                         |                         |
| 1987-1991               | 19                      | 250                     | 7,6                     |                         |                         |                         |
| 1985-1987               | 16                      | 250                     | 6,4                     |                         |                         |                         |
| 1983-1985               | 18                      | 250                     | 7,2                     |                         |                         |                         |
| 1980-1983               | 17                      | 250                     | 6,8                     |                         |                         |                         |
| 1979-1980               | 17                      | 250                     | 6,8                     |                         |                         |                         |
| 1976-1979               | 15                      | 263                     | 5,7                     |                         |                         |                         |
| Assembleia Constituinte |                         |                         |                         |                         |                         |                         |
| 1975-1976               | 21                      | 250                     | 8,4                     | 27                      | 311                     | 8,7                     |
| Assembleia Nacional     |                         |                         |                         |                         |                         |                         |
| 1973-1974               | 9                       | 150                     | 6,1                     |                         |                         |                         |
| 1969-1973               | 4                       | 130                     | 3,1                     |                         |                         |                         |
| 1965-1969               | 4                       | 130                     | 3,1                     |                         |                         |                         |
| 1961-1965               | 3                       | 130                     | 2,3                     |                         |                         |                         |
| 1957-1961               | 2                       | 120                     | 1,7                     |                         |                         |                         |
| 1953-1957               | 2                       | 120                     | 1,7                     |                         |                         |                         |
| 1949-1953               | 2                       | 120                     | 1,7                     |                         |                         |                         |
| 1945-1949               | 2                       | 120                     | 1,7                     |                         |                         |                         |
| 1942-1945               | 2                       | 90                      | 2,2                     |                         |                         |                         |
| 1938-1942               | 3                       | 90                      | 3,3                     |                         |                         |                         |
| 1935-1938               | 3                       | 90                      | 3,33                    |                         |                         |                         |

## Recordes
- Primeira mulher a votar: Carolina Beatriz Ângelo, nas eleições para a Assembleia Nacional Constituinte de 1911, durante a I República.
- Primeiras deputadas: Domitila de Carvalho, Maria Guardiola e Cândida Parreira, eleitas para a I Legislatura da Assembleia Nacional (1935–1938), pela União Nacional, durante o Estado Novo.
- Primeira mulher membro de um governo: Teresa Lobo, subsecretária de Estado da Saúde e Assistência (1970–1973), no 3.º Governo do Estado Novo.
- Primeiras secretárias de Estado: Lourdes Belchior e Lourdes Pintasilgo, secretárias de Estado da Cultura e Investigação Científica e da Segurança Social, respetivamente, no I Governo Provisório (de maio a julho de 1974).
- Primeira ministra: Lourdes Pintasilgo, ministra dos Assuntos Sociais, no II Governo Provisório (de julho a setembro de 1974).
- Primeiras candidatas em eleições democráticas: todas as candidatas nas eleições constituintes de 1975.
- Primeiras deputadas democraticamente eleitas: as 21 primeiras deputadas constituintes de 1975 (ver acima a lista).
- Primeira presidente de uma comissão parlamentar: Sophia de Mello Breyner (PS), presidente da Comissão para Redação do Preâmbulo da Constituição, na Assembleia Constituinte de 1975.
- Primeira primeira-ministra: Lourdes Pintasilgo, líder do V Governo (1979–1980).
- Primeira presidente de um grupo parlamentar: (provavelmente) Isabel Castro, à frente do grupo parlamentar do PEV a partir da VI ou VII Legislatura (?), e, possivelmente, Maria José Nogueira Pinto, à frente do do CDS-PP na VII.
- Primeiro grupo parlamentar exclusivamente feminino: grupo do PEV na VII Legislatura (1995–1999).
- Primeira vice-presidente do Parlamento: ?.
- Primeira presidente do Parlamento: Assunção Esteves, presidente da Assembleia da República na XII Legislatura (2011–2015).
- Primeira presidente de uma assembleia legislativa: Ana Luís, presidente da Assembleia Legislativa dos Açores nas suas X e XI Legislaturas (2012–2020).
- Primeira provedora de Justiça: Maria Lúcia Amaral, eleita em 2017 pelo Parlamento com 143 votos a favor em 211[10].
- Deputada com maior mandato: Rosa Albernaz, deputada durante 38 anos (1980–2018), pelo PS, da II à XIII Legislatura[11].

## Posições de relevo

### Presidentes e vice-presidentes do Parlamento
Até hoje, apenas uma mulher foi presidente de um parlamento nacional em Portugal: Assunção Esteves, presidente da Assembleia da República entre 2011 e 2015, na XII Legislatura.

### Líderes de partidos com representação parlamentar
- Manuela Ferreira Leite, presidente do PPD/PSD entre 2008 e 2010.
- Catarina Martins, porta-voz/coordenadora do B.E. desde 2012 (entre 2012 e 2014, João Semedo co-coordenou o partido).
- Assunção Cristas, presidente do CDS-PP entre 2016 e 2020.
- Inês Sousa Real, porta-voz do PAN desde 2021.

### Presidentes de comissões parlamentares
- Assembleia Constituinte (1975–1976):
  - Comissão para a Redação do Preâmbulo da Constituição: Sophia de Mello Breyner (PS).
- XIV Legislatura (2019–2022):
  - Comissão de Saúde: Antónia Almeida Santos (PS),
  - Comissão de Cultura e Comunicação: Ana Paula Vitorino (PS).

### Presidentes de grupos parlamentares
- Isabel Castro (PEV, presidente ao longo de várias legislaturas),
- Heloísa Apolónia (PEV, presidente ao longo de várias legislaturas).
- VII Legislatura (1995–1999):
  - Maria José Nogueira Pinto (CDS-PP).
- VIII Legislatura (1999–2002):
  - Manuela Ferreira Leite (PPD/PSD).
- XII Legislatura (2011–2015):
  - Maria de Belém Roseira (PS, presidente interina).
- XIV Legislatura (2019–):
  - Ana Catarina Mendes (PS),
  - Cecília Meireles (CDS-PP),
  - Inês Sousa Real (PAN).
- XV Legislatura (2022–):
  - Paula Santos (PCP).

### Deputadas únicas por um partido
- IV Legislatura:
  - Maria Amélia Santos (PEV).
- XIV Legislatura:
  - Joacine Katar Moreira (de início, pelo L, e, depois, deputada não inscrita).
- XV Legislatura:
  - Inês Sousa Real (PAN).

## Assembleias legislativas regionais

### Assembleia Legislativa dos Açores
Nas primeiras eleições regionais nos Açores, em 1976, foram eleitas 5 mulheres à Assembleia Legislativa num universo de 43 deputados (11,6% do total). As primeiras deputadas eleitas foram:
- Adelaide Maria Medina Teles (Graciosa, PPD),
- Maria da Conceição Bettencourt Medeiros (Santa Maria, PS),
- Maria das Mercês da Cunha Albuquerque Coelho (Graciosa, PS),
- Maria de Fátima da Silva Oliveira (Terceira, PPD),
- Maria Susete de Andrade Mendonça de Oliveira (São Miguel, PS).

Em 2012, Ana Luís foi eleita presidente da Assembleia, tornando-se na primeira mulher a deter o cargo.
|             | Composição inicial | Composição inicial | Composição inicial | Total da legislatura | Total da legislatura | Total da legislatura |
| Legislatura | Mulheres           | Total              | %                  | Mulheres             | Total                | %                    |
| ----------- | ------------------ | ------------------ | ------------------ | -------------------- | -------------------- | -------------------- |
| 2016–2020   | 14                 | 57                 | 24,6               |                      |                      |                      |
| 2012–2016   | 15                 | 57                 | 26,3               |                      |                      |                      |
| 2008–2012   | 9                  | 57                 | 15,8               |                      |                      |                      |
| 2004–2008   | 6                  | 52                 | 11,5               |                      |                      |                      |
| 2000–2004   | 4                  | 52                 | 7,7                |                      |                      |                      |
| 1996–2000   | 5                  | 52                 | 9,6                |                      |                      |                      |
| 1992–1996   | 3                  | 51                 | 5,9                |                      |                      |                      |
| 1988–1992   | 2                  | 51                 | 3,9                |                      |                      |                      |
| 1984–1988   | 3                  | 44                 | 6,8                |                      |                      |                      |
| 1980–1984   | 3                  | 43                 | 7,0                |                      |                      |                      |
| 1976–1980   | 5                  | 43                 | 11,6               |                      |                      |                      |

### Assembleia Legislativa da Madeira
Nas primeiras eleições regionais na Madeira, em 1976, foram eleitas 4 mulheres à Assembleia Legislativa num universo de 41 deputados (9,8% do total). As primeiras deputadas eleitas foram:
- Maria de Nóbrega (Santa Cruz, PPD),
- Maria Helena Nunes (São Vicente, PPD),
- Maria Lurdes David Fernandes de Jesus Jardim (Porto Moniz, PPD),
- Natividade Gonçalves de Freitas (Ribeira Brava, PPD).

Em 2025, Rubina Leal foi eleita presidente da Assembleia e tornou-se na primeira mulher a ocupar o lugar.
|             | Composição inicial | Composição inicial | Composição inicial | Total da legislatura | Total da legislatura | Total da legislatura |
| Legislatura | Mulheres           | Total              | %                  | Mulheres             | Total                | %                    |
| ----------- | ------------------ | ------------------ | ------------------ | -------------------- | -------------------- | -------------------- |
| 2019–       | 14                 | 47                 | 29,8               |                      |                      |                      |
| 2015–2019   | 11                 | 47                 | 23,4               |                      |                      |                      |
| 2011–2015   | 9                  | 47                 | 19,1               |                      |                      |                      |
| 2007–2011   | 7                  | 47                 | 14,9               |                      |                      |                      |
| 2004–2007   | 8                  | 68                 | 11,8               |                      |                      |                      |
| 2000–2004   | 10                 | 61                 | 16,4               |                      |                      |                      |
| 1996–2000   | 8                  | 59                 | 13,6               |                      |                      |                      |
| 1992–1996   | 7                  | 57                 | 12,3               |                      |                      |                      |
| 1988–1992   | 3                  | 53                 | 5,7                |                      |                      |                      |
| 1984–1988   | 2                  | 50                 | 4,0                |                      |                      |                      |
| 1980–1984   | 3                  | 44                 | 6,8                |                      |                      |                      |
| 1976–1980   | 4                  | 41                 | 9,8                |                      |                      |                      |